# Бланден, Мари-Кристин
Мари-Кристин Бланден (фр. Marie-Christine Blandin) — французский политик, бывший сенатор Франции, член партии зеленых.

## Биография
Родилась 22 сентября 1952 г. в Рубе (департамент Нор). После победы списка зеленых на выборах в Региональный совет области Нор-Па-де-Кале в марте 1992 года стала президентом Регионального совета. В 2001 году была избрана в Сенат в составе списка социалистов Пьера Моруа. На выборах сенаторов 2011 года вошла в список социалистов Мишеля Делебарра под четвертым номером и была вновь избрана в Сенат.
После роспуска в июне 2017 года группы экологистов в Сенате из-за уменьшения ее численности ниже предельной ушла в отставку с поста сенатора.

## Занимаемые выборные должности
- С 22 марта 1992 года по 15 марта 1998 года — президент Регионального совета Нор-Па-де-Кале
- С 1 октября 2001 года по 3 июля 2017 года — сенатор Франции от департамента Нор
- С 6 октября 2011 года по 30 сентября 2014 года — председатель комиссии Сената по культуре, образованию и коммуникациям